# ماریا بوتینا
ماریا والریفنا بوتینا (روسی: Мари́я Вале́рьевна Бу́тина، گاهی اوقات به صورت ماریا بوتینا ترجمه می‌شود. متولد ۱۰ نوامبر ۱۹۸۸) یک سیاستمدار، فعال سیاسی، روزنامه‌نگار و کارآفرین سابق روسی است که در سال ۲۰۱۸ به‌عنوان یک عامل خارجی ثبت‌نشده روسیه در ایالات متحده محکوم شد.
بوتینا در ۱۰ نوامبر ۱۹۸۸ در شهر سیبری بارنائول، در منطقه آلتای، حدود ۲۱۰ مایل (۳۴۰ کیلومتر) شرق مرز کنونی قزاقستان و روسیه به دنیا آمد. مادرش مهندس ارشد یک شرکت انرژی بود و پدرش والری ویکتوروویچ بوتین یک کارآفرین بود که یک تجارت تولید مبلمان در بارنول تأسیس کرد. او یک خواهر و یک خواهرزاده به نام کیرا دارد.
بوتینا به عنوان دستیار الکساندر تورشین (عضو سابق شورای فدراسیون، عضو حزب روسیه متحد ولادیمیر پوتین و معاون رئیس بانک مرکزی روسیه) کار می‌کرد. .
او برای نفوذ به گروه‌های محافظه کار در ایالات متحده، از جمله انجمن ملی تفنگ، به عنوان بخشی از تلاش برای ارتقای منافع روسیه در انتخابات ریاست جمهوری ایالات متحده در سال ۲۰۱۶، کار کرد. کمیته اطلاعات سنا بعداً به این نتیجه رسید که او تلاش کرده‌است کمپین ترامپ را متقاعد کند که یک کانال ارتباطی مخفی با روسیه ایجاد کند.